# 5382 Маккей
5382 Маккей (5382 McKay) — астероїд головного поясу. Відкритий 8 травня 1991 року Робертом Макнотом. Названий на честь американського планетолога з Дослідницького центру Еймса Крістофера Маккея.
Тіссеранів параметр щодо Юпітера — 3,360.